# Värlingen
Värlingen är en sjö i Norbergs kommun i Västmanland och ingår i Norrströms huvudavrinningsområde. Sjön är 18,9 meter djup, har en yta på 0,243 kvadratkilometer och befinner sig 145,5 meter över havet. Sjön avvattnas av vattendraget Svartån. Vid provfiske har bland annat (regnbåge) (röding) (lax) abborre, gädda, lake och mört fångats i sjön.

## Delavrinningsområde
Värlingen ingår i det delavrinningsområde (666354-151226) som SMHI kallar för Ovan 666316-151237. Medelhöjden är 174 meter över havet och ytan är 11,31 kvadratkilometer. Det finns inga avrinningsområden uppströms utan avrinningsområdet är högsta punkten. Svartån som avvattnar avrinningsområdet har biflödesordning 2, vilket innebär att vattnet flödar genom totalt 2 vattendrag innan det når havet efter 205 kilometer. Avrinningsområdet består mestadels av skog (91 procent). Avrinningsområdet har 0,37 kvadratkilometer vattenytor vilket ger det en sjöprocent på 3,3 procent.

## Fisk
Vid provfiske har följande fisk fångats i sjön:
- Abborre
- Gädda
- Lake
- Mört
- Sarv

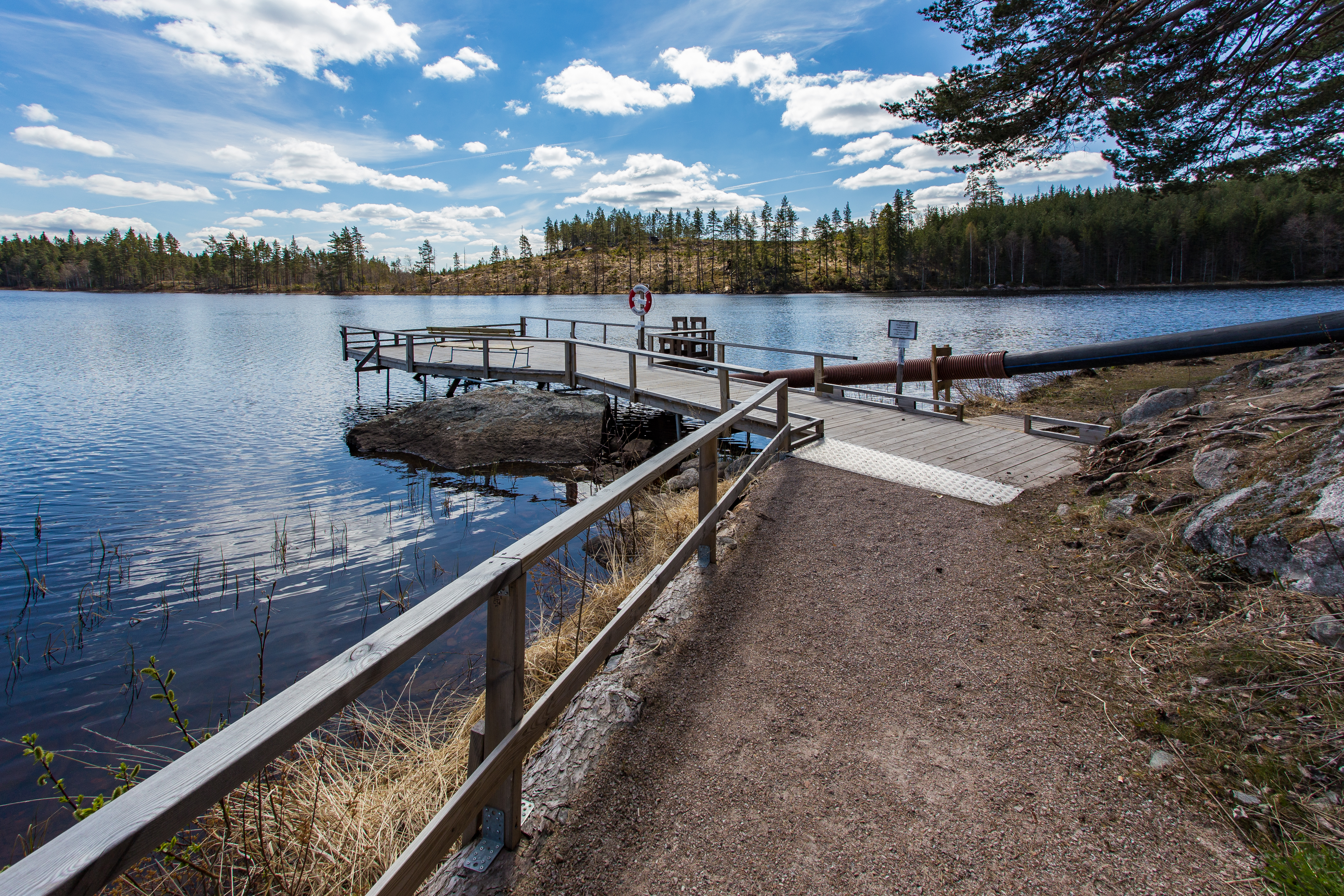
Spännarhyttan Nyhyttans fiskevårdsförenings fiskebrygga
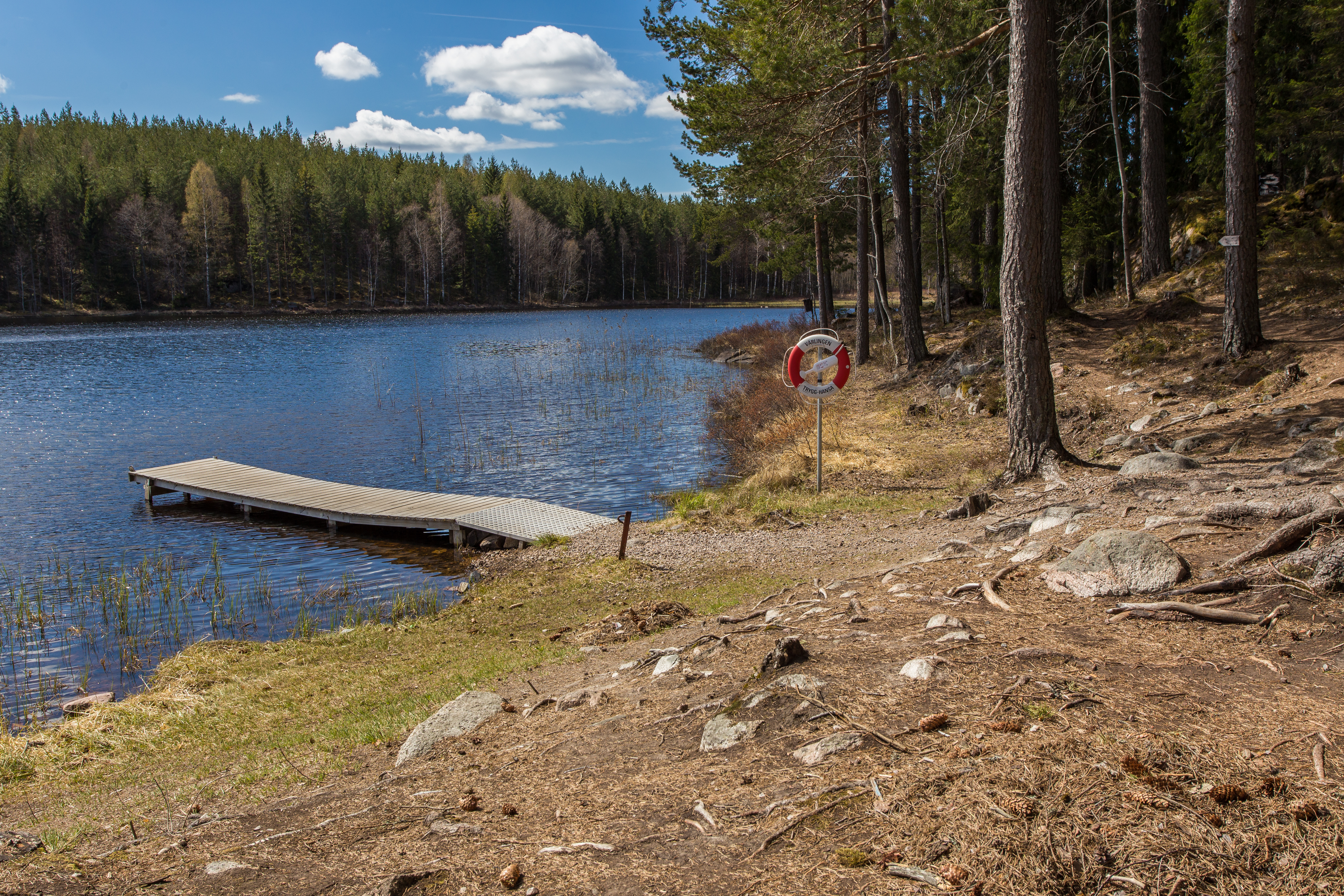
Spännarhyttan Nyhyttans fiskevårdsförenings fiskebrygga